# Adam Nimoy
Adam Brett Nimoy (nascut el 9 d'agost de 1956) és un director de televisió estatunidenc. És fill dels actors Leonard Nimoy i Sandra Zober.

## Primers anys
Nimoy va néixer a Los Angeles, Califòrnia, de l'actor Leonard Nimoy i l'actriu Sandra Zober. Té una germana gran, Julie. Aaron Bay-Schuck és el germanastre de Nimoy.
Nimoy va rebre el seu Bachelor of Science a la University of California, Berkeley, i el seu juris doctor a Loyola Law School. Els seus anys a Loyola també van incloure pràctiques d'estiu amb el senador Gary Hart i el president de la Cambra Tip O'Neill.

## Carrera
Nimoy va començar el seu treball a la indústria de l'entreteniment com a advocat en dret de l'entreteniment, especialitzat en música i edició musical. Segons el cantant principal de Information Society Kurt Harland, va ser fonamental per netejar les nombroses mostres de Star Trek utilitzades en el disc de debut homònim del grup, com ara el fragment "Pure energy!" utilitzat en l'èxit número tres dels Estats Units "What's On Your Mind? (Pure Energy)".
Nimoy va ser executiu d'afers empresarials d'EMI America Records i Enigma Records abans de convertir-se en director de televisió. Entre els seus crèdits hi ha episodis de NYPD Blue, Nash Bridges, The Practice, Ally McBeal, Gilmore Girls, Star Trek: La nova generació, Babylon 5, The Outer Limits, per la qual va dirigir va dirigir al seu pare a l’episodi "I, Robot", i Sliders.

## For the Love of Spock
Després de la mort del seu pare el 2015, Nimoy va revelar un projecte documental en què ells dos havien estat treballant sobre el famós personatge de Star Trek que el jove tenia previst dirigir. Nimoy va declarar que amb la mort del seu pare, el projecte es centraria ara en la vida i la carrera de Leonard Nimoy, així com en el personatge de Spock. El març de 2015, Nimoy va anunciar plans per finançar col·lectivament el pressupost de 600.000 dòlars del projecte i oferir crèdit i altres avantatges als fans que hi van contribuir. A aquell juny, el projecte va completar amb èxit el finançament a través de Kickstarter.com, recaptant 621.721 dòlars, abans de la seva data límit l'1 de juliol. El documental, For the Love of Spock, va rebre el suport de subjectes d'entrevista com William Shatner, George Takei, Walter Koenig, J. J. Abrams, i Seth MacFarlane. La pel·lícula es va estrenar el 16 d'abril de 2016 al Ffestival de Cinema de Tribeca.
Nimoy apareix com a ell mateix a "The Spock Resonance", l'episodi del 5 de novembre de 2015 de la sitcom de la CBS The Big Bang Theory, en què entrevista el fan de Star Trek Sheldon Cooper (Jim Parsons) per al documental sobre el seu pare (que anteriorment havia prestat la seva veu a l'episodi de 2012 "The Transporter Malfunction", a la cinquena temporada de la sèrie).
Nimoy ha ensenyat postproducció cinematogràfica de tesi i enfocaments avançats a la direcció a la New York Film Academy.
Les seves memòries, My Incredibly Wonderful, Miserable Life, van ser publicades per Pocket Books el 2008.
Es donen un agraïment especial a Adam a les notes de l'àlbum Emergency Third Rail Power Trip (1983, Enigma Records) de la banda Rain Parade. També s'agraeix a "Spock".

## Vida personal
Nimoy va estar casat amb la seva primera dona Nancy durant 18 anys. Van tenir dos fills. La seva segona dona, Martha, va morir de càncer.
L'agost de 2017, Nimoy va anunciar el seu compromís amb l'actriu Terry Farrell, que va interpretar Jadzia Dax a Star Trek: Deep Space Nine. Es van casar el 26 de març de 2018, en una cerimònia civil a l'Ajuntament de San Francisco en el que hauria estat el 87è aniversari del seu pare. Segons un article de LA Times del 28 d'agost de 2024, Adam Nimoy informa que ell i Farrell ja no estan casats.